# Lytocarpia spiralis
Lytocarpia spiralis är en nässeldjursart som först beskrevs av Totton 1930.  Lytocarpia spiralis ingår i släktet Lytocarpia och familjen Aglaopheniidae. Inga underarter finns listade i Catalogue of Life.